# America Undercover
America Undercover es una serie de documentales que se emiten en la red de televisión por cable HBO. Dentro de la serie hay varias subseries, como Autopsy, Real Sex, y Taxicab Confessions. 

## Historia
La serie comenzó en 1984 y, tras una breve emisión semanal en 2001, ahora se emite una vez al mes. En 2006, los episodios comenzaron a ser retransmitidos en A&E Network.

## Episodios
- Hooker (1983) - Dirigido por Robert Niemack
- When Women Kill (1983) - Dirigido por Lee Grant
- The Nightmare of Cocaine (1984) - Dirigido por Fleming B. Fuller
- Toxic Time Bomb: The Fight Against Deadly Pollution (1984) - Dirigido por August Cinquegrana
- Acts of Violence (1985) - Dirigido por Imre Horvath
- UFO's: What's Going On? (1985) - Dirigido por Robert Guenette
- The Gift of Life (1986) - Dirigido por Bill Couturié
- Kids in Crisis (1986) - Dirigido por Robert Niemack
- Kids in Sports: The Price of Glory (1986) - Dirigido por Dennis Lofgren
- Surveillance: No Place to Hide  (1986) - Dirigido por Joseph Angier
- Drunk & Deadly: A Day on America's Highways (1987) - Dirigido por Robert Niemack
- Murder or Mercy: Five American Families (1988) - Dirigido por Terry Dunn Meurer
- Execution: Fourteen Days in May (1988) - Dirigido por Paul Hamann
- Confessions of an Undercover Cop (1988) - Dirigido por Chris Jeans
- Warning: Medicine May Be Hazardous to Your Health (1988) - Dirigido por Veronica L. Young
- Why Did Johnny Kill? (1988) - Dirigido por Robert Niemack
- Transplant (1988) - Dirigido por Vincent Stafford
- Into Madness (1989) - Dirigido por Susan Raymond
- Battered (1989) - Dirigido por Lee Grant
- Crack USA: County Under Siege (1989) - Dirigido por Vince DiPersio y Bill Guttentag
- One Year in a Life of Crime (1989) - Dirigido por Jon Alpert
- Convicts on the Street: One Year on Parole (1990) - Dirigido por Robert Niemack
- Rape: Cries from the Heartland (1991) - Dirigido por Maryann DeLeo
- Attempted Murder: Confrontation (1991) - Dirigido por Tom Spain
- Death on the Job (1991) - Dirigido por Vince DiPersio y Bill Guttentag
- The Iceman Tapes: Conversations with a Killer (1992) - Dirigido por Arthur Ginsberg y Tom Spain
- Suicide Notes (1992) - Dirigido por Robert Niemack
- Asylum (1992) - Dirigido por Joan Churchill
- Abortion: Desperate Choices (1992) - Dirigido por Deborah Dickson, Susan Froemke, y Albert Maysles
- My Mother's Murder (1992) - Dirigido por Charles C. Stuart
- Never Say Die: The Search for Eternal Youth (1992) - Dirigido por Antony Thomas
- Women on Trial (1992) - Dirigido por Lee Grant